# Lisburn
Lisburn (Iers-Gaelisch: Lios na gCearrbhach) is een civil parish met de officiële titel van city, in Noord-Ierland. Het is gelegen in de graafschappen County Antrim en County Down. De plaats telt 71.465 inwoners.
Sinds 2015 is de city zelf geen district meer, maar is de stad na fusie met het voormalig district Castlereagh opgegaan in het district Lisburn and Castlereagh.

## Sport
- Lisburn Distillery FC, voetbalclub

## Bekende inwoners van Lisburn

### Geboren
- Tom Herron (1948-1979), motorcoureur
- Jimmy Kirkwood (1962), hockeyspeler
- Vivian Campbell (1962), rockmuzikant
- Ray Stevenson (1964-2023), acteur
- Lucinda Riley (1965–2021), schrijfster
- Damien Johnson (1978), voetballer
- Paul Givan (1981), politicus (DUP)

### Overleden
- Louis Crommelin (1653-1727), hugenoot, industrieel
- Alan McDonald (1963-2012), voetballer en voetbalcoach

## Galerij

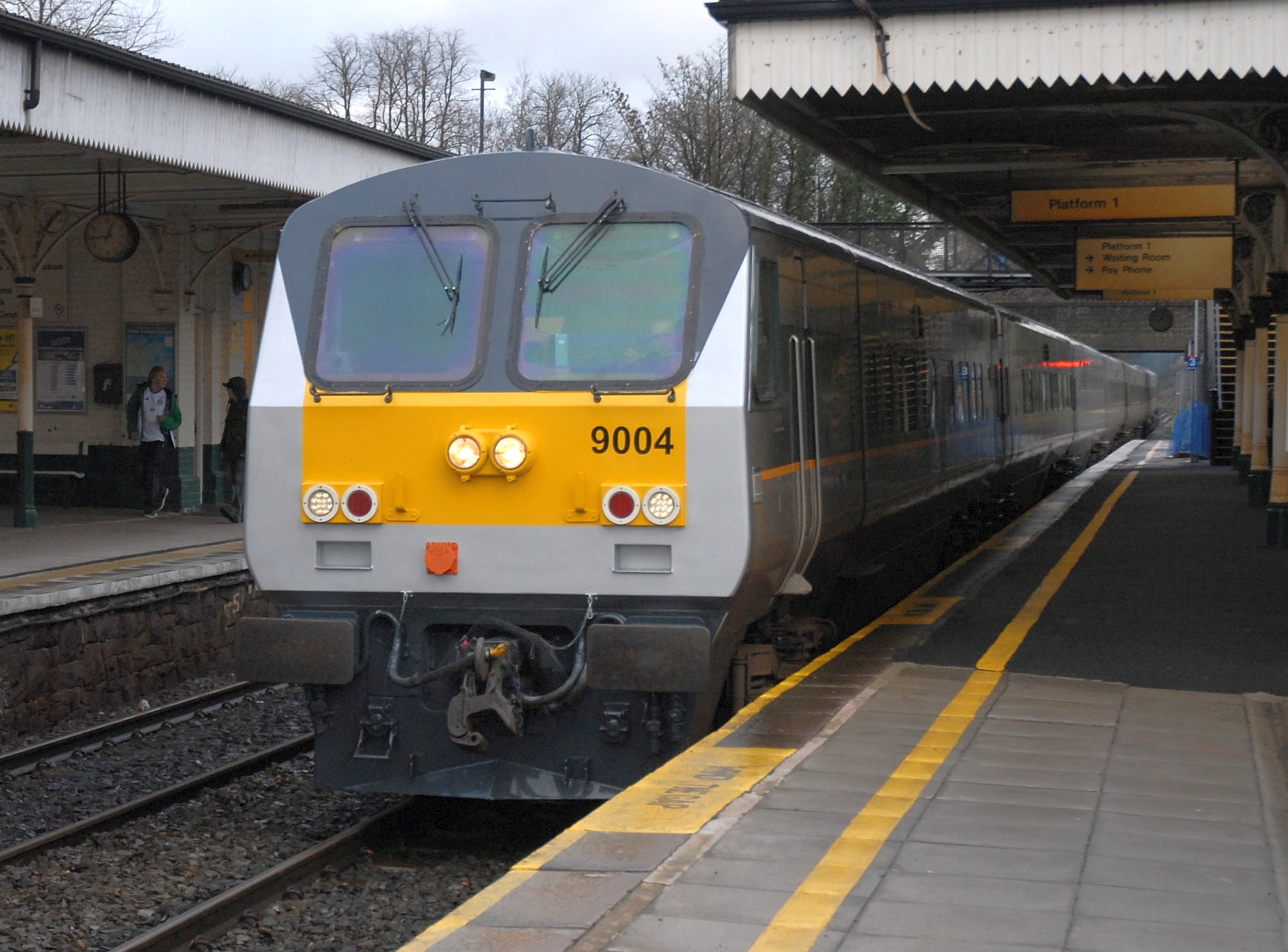
Station Lisburn met Translink (Noord-Ierland)
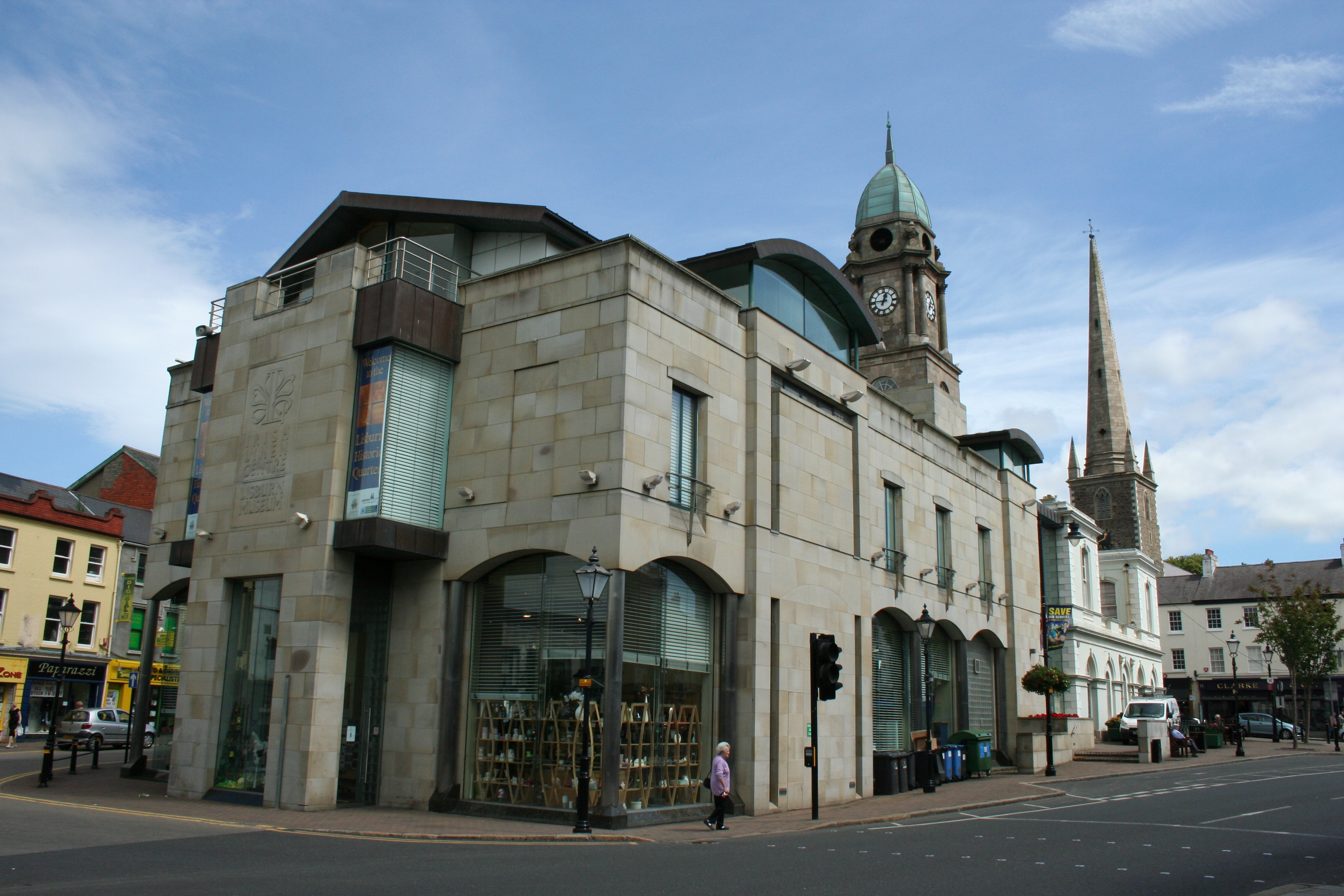
Irish Linen Museum en Christ Church Cathedral in Lisburn

Antrim · Ards · Armagh · Ballymena · Ballymoney · Banbridge · Belfast · Carrickfergus · Castlereagh · Coleraine · Cookstown · Craigavon · Derry (Londonderry) · Down · Dungannon en South Tyrone · Fermanagh · Larne · Limavady · Lisburn · Magherafelt · Moyle · Newry and Mourne · Newtownabbey · North Down · Omagh · Strabane
Antrim · Ballycarry · Ballycastle · Ballyclare · Ballymena · Ballymoney · Bushmills · Carrickfergus · Cushendun · Glengormley · Greenisland · Larne · Lisburn · Newtownabbey · Portrush · Randalstown
Ballyhalbert · Ballywalter · Banbridge · Bryansford · Carryduff · Castlewellan · Comber · Crawfordsburn · Donaghadee · Downpatrick · Dromara · Dundonald · Gilnahirk · Gransha · Greyabbey · Holywood · Helen's Bay · Kilkeel · Lisburn · Newry (oost) · Newtownards · Seahill · Warrenpoint